# Сезонна міграція

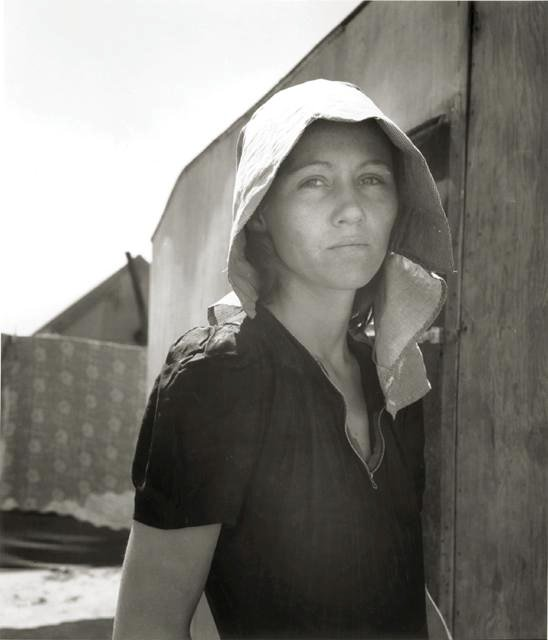
Американська працівниця-мігрант у 1940.

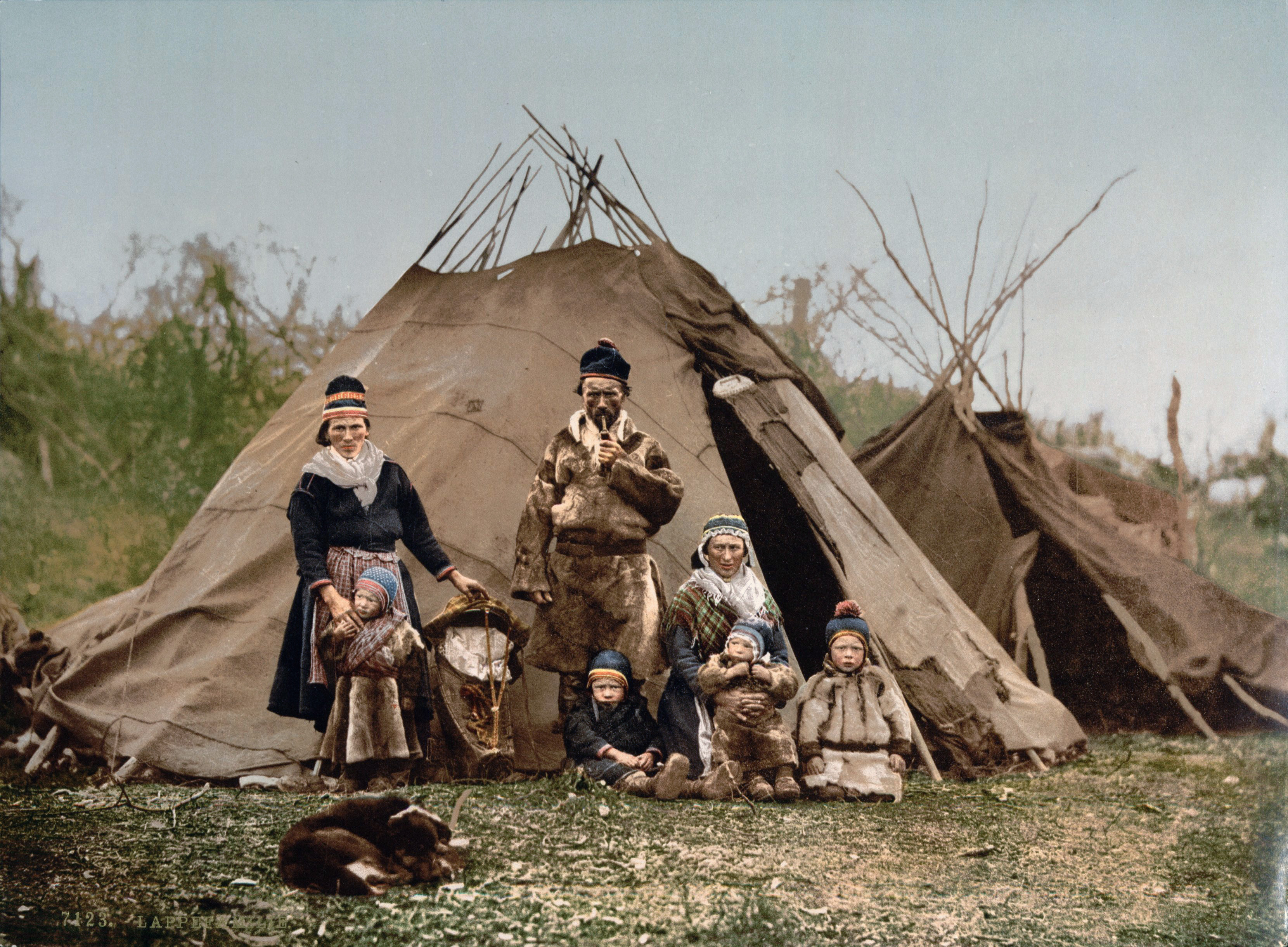
Саамська сім'я у Норвегії бл. 1900.

Сезо́нна мігра́ція — часові міграційні процеси на деякий проміжок часу, як правило тимчасовий відхід селян на сільськогосподарські роботи в інші райони країни, а також на інші заробітки, головним чином до міст і до промислово-гірничих центрів.
Сезонові міграції можна поділити на:
- ближчі — до сусідніх районів;
- дальші, але у межах тієї самої країни;
- за кордони країни.

За порами року — на літні, зимові і весняні.

## Сезонна міграція в Україні
Сезонові міграції в Україні були значно поширені до 1914 року (так зване відхідництво); за радянської влади значення сезонових міграцій впало, і вони виявилися в інших формах.
С. м. на Центр. і Сх. Землях до 1914 набрали більшого значення після скасування кріпацтва через незадовільне забезпечення сіль. людности землею й витворення значних лишків людности, що не знаходили праці вдома. Відхідництво (В.) було розвинене в аґрарно перенаселених губ. — Київ., Чернігівській і Полтавській та в укр. частинах Курської та Воронізької, менше — у Харківській, Волинській і Подільській губ. і спрямовуване на Півд. Україну, а також (гол. з Харківщини) на Дін і Передкавказзя. В. збільшувалося з. зростанням аграрного перенаселення і набрало масового характеру в кін. 19 — на початку 20 ст.
Статистика В. докладно невідома; на підставі видачі селянам короткотермінових пашпортів її можна оцінювати річно в усій Рос. Імперії на бл. 5 млн у 1880-х pp., на 7,2 млн (у тому ч. в Україні 1,2 млн) у 1890-х pp. і 9,4 млн в 1906 — 10 (в тому числі в Україні на 2 млн, у цьому ч. понад 1 млн на с.-г. роботи). В Україні В. збільшилося за 1880 — 1900-ті pp. вдвічі (наприклад, у Чернігівській губ. з 52 до 140000). Загалом В. в Україні охоплювало бл. 10 % всього населення і 20 — 25 % працездатного (у деяких пов. навіть 40 — 50 %). Введення сіль.-госп. машин на Півд. Україні і згущення місц. сіль. населення спричинило з 1906 спад В. на с.-г. роботи; рівночасно збільшилася постійна еміграція за Урал. Загалом В. на с.-г. роботи зазнавало з року на рік значного коливання, залежно від попиту на робочі руки (у зв'язку з кожнорічним урожаєм). Серед усіх с.-г. робітників сезонові становили у 1880-х pp. бл. 80 %, у 1900-х — 70 %, решту місц. Серед зайшлих припадало 15 — 20 % на росіян і білорусів; понад 20 % на жінок (майже всі у віці нижче 20 літ), бл. пол. становила молодь до 20 років; відсоток заробітчанок і малолітніх постійно збільшувався. Більшість робітників йшла на роботи у квітні, травні та червні, щоб прибути до праці на плантаціях цукрових буряків, косовицю і жнива. Переважно йшли пішки, частина їхала Дніпром пароплавами та на човнах-дубах; менше — залізницями. Лише невелика частина була забезпечена заздалегідь контрактами на, працю, переважно наймалися на півдні; гол. ринками праці була Кахівка над дол. Дніпром, де збиралося 20-30 000 робітників, а також Одеса, Миколаїв, Катеринослав, Знаменка, Шпола, Херсон, Вознесенське та оселі, де відбувалися на весні ярмарки. Наймалися гол. у поміщиків, менше — у багатих селян і нім. колоністів.
В. на с.-г. праці не було організоване і тому було пов'язане з значною витратою часу, сил і коштів; у деякі околиці прибувало забагато робітників, в ін. — надто мало. Побутові умови праці були важкі, мед. опіки майже не було, заробітки мінливі і низькі (40 — 100 карб. на сезон); попри це, вони були часто підставою бюджету без- і малоземельних, тим більше, що більшість з них ішла на с.-г. праці щороку.
Менше даних маємо про В. на нехлібробські (переважно зимові) праці — ліс., грабарські, при будові залізниць і міськ. будівель тощо, а з 1880-х pp. на шахти Донбасу і Криворіжжя; врешті, на різну прислугу в містах (гол. більших). З кін. 19 ст. у нехліборобських працях було зайнятих вже бл. 50 % всіх сезонових робітників. Про зростання значення різних галузей В. свідчать числа для Київ. губ.: 1900 на В. вийшло 147 900 осіб, у тому ч. на с.-г. роботи 66700, на фабрики і заводи 49 500, на прислугу 52 700; на 1913: 210800, 71900, 63800 і 73000. На сезонові нехліборобські праці приїздило багато росіян, на Донбасі і Криворіжжі вони переважали. Коливання праці (вона тривала подекуди і 3/4 року) і зарплатні у сезонових нехліборобських робітників були менші, ніж у с.-г.; з часом щораз більше їх втрачало зв'язок з селом і ставало постійними робітниками. (Див. також стор. 2534).
На Західній Україні С. м. відбувалася у менших розмірах — влітку на с.-г. роботи на Поділля, а на Закарпатті — на угор. низовину, взимку і влітку на ліс. роботи в Карпатах (на приблизно 100 000 ліс. робітників майже пол. працювала сезоново; звич. вони походили з ближчих районів). Значно більше (за 1907-12 бл. 75 000 річно) укр. селян з Галичини і Буковини виїздили на сезонові (гол. с.-г.) роботи до Німеччини (гол. до Пруссії), а також до Чехії, Данії, Румунії і на Сх. Поділля (у межах Рос. Імперії — на працю на цукроварнях). У період між двома світовими війнами значення мали лише сезонові ліс. праці.

## Соціологія мандрівних професій
З С. м. споріднені мандрівні професії — гол. мандрівні купці і ремісники, які більшість життя проводять у мандрівках, додому повертаються лише на великі свята, на відпочинок і (якщо вони селяни) на час сіль. робіт. Часто вони творили своєрідні проф. організації, розділювали поміж собою райони праці, спільно жили і харчувалися. В Україні найвідомішим і найчисленнішим був торг.-візницький промисел — чумацтво, яке нараховувало у 1880-х pp. понад 200 000 осіб. Мандрівні професії були досить сильно поширені в Карпатах, зокрема на Лемківщині (дротярство, торгівля маззю тощо; див. стор. 1278), Бойківщині (торгівля сіллю й овочами; див. стор. 150), а також на Гуцульщині (будівництво). Мандрівні купці (частково і кустарі) розвозили або розносили різний крам, зокрема текстильний, галантерею й прикраси. Відомі були мандрівні дяки, цирульники тощо. У зв'язку з модерним розвитком транспорту, індустрії, торгівлі М. п. з другої пол. 19 ст. втрачали значення і незабаром зникли. Певною мірою до модерних М. п. можна зарахувати деяких працівників транспорту (зокрема морського, річкового і повітряного).
За сов. влади. У 1920-х pp. C. м. втратили своє значення, насамперед на с.-г. роботи (у зв'язку з розподілом поміщицької землі). Деяку роль С. м. почали відігравати у другій пол. 1930-х pp. і після другої світової війни.
Інформації про сучасні С. м. мало. Категорії сезонових робітників і їхнє право регулюють постанови ЦВК і Раднаркому СРСР (11.10.1932 і 7.3.1933), доповнені законодавством УРСР; вихід на сезонові роботи колгоспників відбувається за згодою правління колгоспів. Найпоширенішою формою набору на сезонові праці є організований набір робітників (див: оргнабір, ленінський призов, ударна будова). Найбільше сезонових робітників працює у радгоспах (1970 бл. 160 000), на будівництві, деяких ліс. роботах, лісосплаві, торф'яних роботах тощо.
До С. м. можна також зарахувати набір молоді в другій пол. 1950-х рр. на освоєння цілинних земель. Як при постійних, так і при сезонових міграціях українці виїжджають до інших республік СССР, а чужинці припливають в Україну.

## Сучасність
Модерним родом С. м. можна вважати туризм.